# Lustro Archimedesa

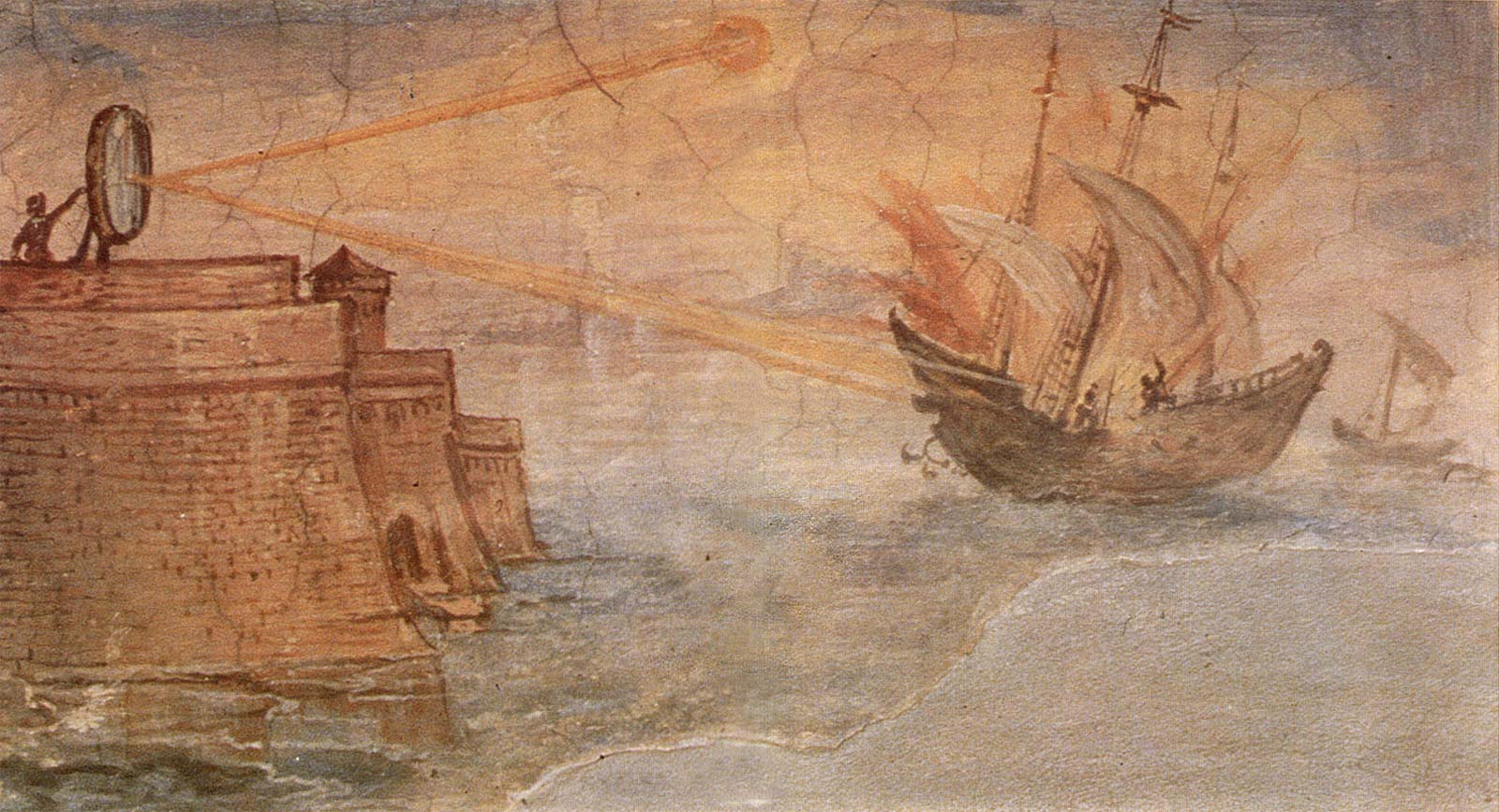
Obraz Giulio Parigi przedstawiający bitwę pod Syrakuzami

Lustro Archimedesa – według bizantyjskiego kronikarza Jana Zonarasa oraz przekazywanych ustnie na przestrzeni lat podań i legend, broń solarna stworzona przez Archimedesa.
Podczas oblężenia Syrakuz przez Marcellusa w latach 214-212 przed naszą erą, Archimedes miał zostać poproszony o pomoc w obronie miasta. Jego wynalazki miały znacząco zmienić przebieg bitwy. Skonstruował on specjalne lustro, które posłużyło jako broń przeciw statkom najeźdźców.

## Zasada działania
Było to paraboliczne lustro o dużej powierzchni bądź kilkanaście/kilkadziesiąt mniejszych luster,  które odbijały promienie słoneczne i skupiały je na odległym o kilkadziesiąt metrów punkcie. Odbita energia słoneczna skupiona na kadłubach drewnianych statków, pod wpływem temperatury, powodowała ich zapłon.

## Wątpliwości
Do dziś środowiska naukowe są podzielone odnośnie do kwestii prawdopodobieństwa podań o lustrze Archimedesa. Sama możliwość zapłonu przedmiotów łatwopalnych przez skierowanie na nie skupionej wiązki promieni słonecznych jest niepodważalnym faktem. Kontrowersje budzi jednak skuteczność tej metody jako broni na odległości rzędu kilkudziesięciu metrów, jak miałoby to być w przypadku lustra Archimedesa.

## Pogromcy Mitów
W programie Pogromcy Mitów, w którym wszelakie miejskie legendy poddawane są próbom, sprawdzano lustro Archimedesa trzykrotnie. Drugie podejście było na żądanie widzów, trzecie na wniosek Baracka Obamy. Chociaż prowadzący zastosowali się do wielu sugestii i odtwarzali poczynania Rzymian w sposób jakby chcieli spłonąć, mit za każdym razem został obalony. James Hyneman wysunął tezę, że Archimedes po prostu chciał oślepić wrogów, aby nie spostrzegli prawdziwych machin wojennych.